# PornoTube
PornoTube è un sito web sponsorizzato a contenuto pornografico che fornisce audio, video e foto di sessualità esplicita gratuitamente. Si tratta di uno dei siti porno a più alto traffico, ed è stato descritto come un importante sviluppo della pornografia su Internet: il sito offre video amatoriali di sesso, spezzoni e scene di film porno sia eterosessuali che omosessuali ed è possibile creare dei propri personali canali (in stile YouTube).
Uno dei suoi concorrenti più significativi è stato, fin da principio, YouPorn il quale avviato a fine agosto 2006, l'ha da allora superato in popolarità: entrambi sono poi veduti come fonte di notevole concorrenza sia per i siti pornografici a pagamento sia per le riviste tradizionali sessuali basate sui DVD.
Viene permesso di caricare contenuto generato dagli utenti; preoccupazioni sono state a più riprese espresse sia per l'impossibilità di verificare l'effettiva età dei soggetti raffigurati in video, sia per la possibilità di violazione dei diritti d'autore e di violazione della privacy (questo se vengono caricati video senza il consenso di tutte le parti coinvolte)
PornoTube ha ricevuto maggior risalto alla fine del 2006, quando un presunto video sessuale coinvolgente Britney Spears e Kevin Federline è apparso sul sito web.